# Анализа ризика и критичне контролне тачке
Анализа ризика (опасности) и критичне контролне тачке (у наставку текста HACCP—енгл. Hazard Analysis and Critical Control Points), је системски превентивни приступ безбедности хране који се односи не само на физичке, хемијске и биолошке опасности, већ и на превентивни поступак, којим произвођач посматра, врши контролу, идентификује и анализира извесне критичне тачке у производњи хране, на којима евентуално може доћи до њихове контаминације. Одређивање критичних контролних тачака, у принципу је наставак анализе опасности.
Храна се посматра и испитује на свим критичним контролним тачакама, које су унапред одређене документом (HACCP планом) произвођача хране сачињеним у складу са принципима HACCP-а, а не само на крају производње (како се радило пре увођења HACCP-а), што обезбеђује више могућности за утврђивање контаминације пре него што се испоручи на тржиште и на тај начин и већа здравствена безбедност хране.
Анализа опасности и критичних контролних тачака примењује се у прехрамбеној индустрији али и у организацијама, чији производи или услуге утичу директно на здравствену безебдност хране, па и у домаћинствима која самоиницијативно прихвате систем, да се идентификују потенцијалне опасности за безбедност хране, како би се предузеле кључне активности којима треба да се смањи или елиминише опаснсост од настанка могућих штетних последица по њене конзументе. Зато се систем не примењује само у свим фазама производње хране већ и у припремним процесима, и процесима који укључују паковање, складиштење и дистрибуцију хране.
Законска регулатива готово свих развијених земаља света обавезује произвођаче хране у тим земљама на увођење HACCP система. Зато је и Република Србија прихватила овај концепт безбедне хране, тако да од 1. јануара 2009, HACCP систем постаје обавезујући на тржишту Р. Србије за све који учествују у производњи и преради меса. Након усвајања Закона о безбедности хране 29. маја 2009, сви они који на било који начин учествују у производњи и промету хране били су обавезни да у Р. Србији од 1. јуна 2011. имају уведен HACCP систем.

## Историјат
Развој HACCP систем започео је шездесетих годин двадесетог века у САД, прво за потребе Националне ваздухопловне и свемирске администрација (НАСА), 1958, као саставни део безбедности исхране америчких астронаута за време летења свемирским бродовима у земљиној орбити и космосу.
У космичким истраживањима са људском посадом (која су тих година била у развоју) храна је по мишљењу лекара космичке медицине имала кључну улогу за преживљавање космонаута у свемирским програмима. Зато је у оквиру НАСЕ склопљен уговор са фирмом енгл. Pillsbury Company, око које је окупљена мултидисциплинарна група водећих америчких научника, са циљем да произведу храну безбедну за исхрану космонаута, која се у космосу не би распада под утицајем нулте гравитације.
Производња „васионске хране“, која се данас пакује у савитљиве пакетиће начињене од четворослојне специјалне фолије под притиском мањим од 26 ммХг (да би се смањила њена запремина и спречила оксидација и њено нагло ширење ван летелице или у току нагле декомпресије), условила је потребу за прописивањем и увођењем стандарда у њену производњу, паковање, дистрибуцију и бактериолошку исправност.
Како традиционална контрола квалитета хране, која је у почетку прихваћена из ваздухопловства или у то време примењивана у САД, није била адекватна, јер није предвиђала потребан број тестирања. Зато су стручњаци НАСА развила сопствене захтеве за контролу критичних тачака (CCP—енгл. Critical Control Points) у инжењерском менаџменту који су коришћени као водич за безбедност „васионске хране“.
Из овог програма даље се развијао HACCP систем који се састојао из следећа три принципа: 
- идентификација опасности,
- одређивање критичних контролних тачака за контролу било које опасности,
- успостављање система надгледања.

Током 1971. HACCP концепт први пут је јавно приказан на скупу о безбедности хране (енгл. National Conference of Food Protection) у САД. Већ 1973. HACCP принципи су прихваћени од највећих произвођача хране (прво у индустрији конзервисане хране).
Када је (енгл. National Academy of Science (NAS)) 1985. препоручила HACCP систем, он је почео да се користи и примењује широм света. Подршку овом систему убрзо су дали ФАО, СЗО, комисија Кодекс Алиментаријус (енгл. Codex Alimentarius (Food and Agriculture Organisation/World Health Organisation)) која је укључиле HACCP систем у свој Кодекс.
У 1989. HACCP се даље развија и (NACMCF—енгл. National Advisory Committee on Microbiological Criteria for Foods у Америци је 1989. објавио седам принципа и упутства HACCP-а. Тако HACCP постаје де факто стандард у Америци.
Примена HACCP система у Европи почиње 1980. Након што је 1993. Кодекс Алиментаријус објавио упутства за имплементацију HACCP, и у Европи је исте године објављена прва Европска регулативе 1993/43 EC која је увела примену овог система у производњи хране. Тако HACCP у 1995. постаје обавеза свих чланица ЕУ.
Након што су објављена “Препоручена међународна правила за праксу – Општи принципи хигијене хране” комисије Кодекс Алиментаријус (енгл. Codex Alimentarius) 1997, са амандманима из 1999. и комплетном ревизијом из 2003. регулаторне препоруке HACCP-а од тада су постепено постајале важеће и све присутније у развијеним државама, узимајући у обзир техничко-технолошке и финансијске могућности производних предузећа:
- од јануара 1998. (за велика предузећа са 500 и више запослених);
- од јануара 1999. (за мања предузећа са око 500, а најмање 10 запослених);
- од јануара 2000. (за веома мала предузећа са око 10 запослених или годишњаом продајом мањом од 2,5 милиона америчких долара).[10]

Оваква динамика примене показала се успешном и омогућила је брзо прилагођавање предузећа новим околностима безбедне производње и промета хране.
Сличан принцип постепене имплементације HACCP применила је и Република Србија, која овај систем уводи;
- од јануара 2009. за све произвођаче и прерађиваче меса;
- од јуна 2011. за све остале који на било који начин учествују у производњи и промету хране.

## Појмови - изрази[3]
Храна за људску употребу - је свака супстанца или производ, прерађена, делимично прерађена или непрерађена, а намењена је за исхрану људи или се оправдано може очекивати да ће се користити за људску употребу. Храна је и пиће, гума за жвакање, и било која супстанца наменски додата храни током припреме, обраде или производње. Храна је и вода за пиће, укључујући воду у оригиналној амбалажи (стона вода, минерална вода и изворска вода), као и вода која се употребљава, односно додаје током припреме, обраде или производње хране.
Храна за животиње - је свака супстанца или производ, прерађена, делимично прерађена или непрерађена, а намењена је за исхрану животиња које служе за производњу хране.
Опасност (ризик) по здравље- је фактор вероватноће штетног утицаја на здравље и озбиљност тог утицаја, као последице постојања опасности од уноса неисправне хране.
Процена опасности (ризика) у производњи и промету хране је научно заснован процес који се састоји од четири фазе: утврђивање опасности, дефинисање опасности, процена изложености и дефинисање ризика;
Анализа опасности - је процес прикупљања и вредновања информација о опасностима и условима потребним за њихово појављивање ради утврђивања које су од њих значајне у односу на безбедност прехрамбеног производа и којима ће се управљати на начин
утврђен у HACCP плану.
Управљање опасностима (ризиком) - је процес утврђивања политике и мера, одвојен од процене опасности, који се одвија разматрањем могућих алтернатива за поступање, уз консултацију са заинтересованим странама, као и спровођење мера умањења опасности, заснован на процени опасности и релевантним подацима.
Фаза производње, прераде и промета хране - је било који део производње, прераде и промета, укључујући увоз, примарну производњу хране, дораду, прераду, складиштење, транспорт, продају или снабдевање потрошача, односно увоз, примарну производњу, дораду, прераду, складиштење, транспорт, продају и снадбевање храном за животиње.
HACCP систем - организациона структура, поступци, процеси и ресурси потребни за примену HACCP планова и испуњавање у њима утврђених циљева.
HACCP план - документ који је направљен у складу са принципима HACCP, а служи да обезбеди контролу опасности које су од значаја за безбедност хране код датог субјекта (погону, производној линији).

## Предности HACCP-а
Традиционални систем управљања безбедношћу хране имао је добрих резултата и много заслуга за унапређење безбедности хране (нарочито у контроли класичних зооноза), и имао је следеће главне карактеристике: 
- Надлежни органи су мање или више детаљно „прописивали“ произвођачима „како да раде";
- Систем је био базиран примарно на службеним инспекцијама и лабораторијским испитивањима готовог производа.

Временом се показало да он има значајних слабости од којих наводимо само неке примере;
- Здраве животиње фекално излучују узрочнике најчешћих алиментарних обољења (Салмонеле, Листерије, Ешерихију итд), који затим контаминирају месо током процеса његовог добијања, а који се не могу открити постморталним прегледом меса. Такође овај проблем не може да реши и лабораторијско испитивање готовог производа јер би за статистички значајне и поуздане резултате било потребно свакодневно испитивати огромног броја узорака - што је споро, скупо и практично неизводљиво.
- Слабости традиционалног система укључују и његову реактивну природу; претходно поменути проблеми са безбедношћу хране најчешће се констатују тек након што су се они десили и, зато, се традиционални систем систем бавио последицама а не превенцијом узрока проблема.[12]

... Зато је био потребан развој модерниог, модификованог систем за безбедност хране у коме је главни фокус усмерен на хигијену производних процеса и превенцији. При томе, тежиште се ставља на „предвиђања“ где и који проблеми могу да се појаве дуж целог ланца хране, а затим на оптимизацију хигијенске праксе и односних контролних мера на најважнијим тачкама у ланцу - у циљу предупређења тих могућих проблема. Овај модернизовани приступ је подржан од свих релевантних научних и регулаторних фактора на међународном плану, а затим је преточен и у нову легислативу у свим развијеним земљама.

## Законска основа за примену система анализе опасности и критичних контролних тачака (HACCP)
Искуства великог броја развијених земаља на сузбијању и превенцији болести које су узроковане храном указује на значај превентивног деловања на опасности (ризике, хазарде) који могу изазвати нежељене здравствене последице. Све већи обим трговине храном у свету наметао је успостављање стандардизованог приступа безбедности хране у целом свету како би се могло проценити да ли неки производ носи са
собом опасност по здравље, и измери величина те опасности.
Анализа опасности и критичних контролних тачака (HACCP) у великом броју земаља се издвојила као најефикаснији стандардизовани приступ па је као таква прихваћена од стране Интернационалне организације за храну Уједињених нација (ФАО) и Светске здравствене организације (СЗО) и препоручена од стране Светске трговинске организације (СТО).
У законодавству Републике Србије примена система за осигурање безбедности хране прописана је 2009. Законом о безбедности хране, (Службени гласник РС, 41/2009), а на основу препорука (ФАО), (СЗО) и (СТО), којим се у Србији јасно успоставља принцип „процене опасности-ризика” на основу којих се примењују адекватне акције и мери ефикасност примењених мера. Овај закон омогућава, свим субјектима који се у Србији баве производњом и прометом хране, да све мере планирају у односу на потенцијални ниво ризика.
Док су добра хигијенска пракса (ДХП), (као скуп процедура, којима се управља хигијеном радне средине и обезбеђује основ за производњу безбедних прехрамбених производа) и добра произвођачка пракса (ДПП) (као скуп процедура којима се управља условима радне средине и обезбеђује основ за производњу безбедних прехрамбених производа), примењиве на све субјекте који непосредно учествују у производњи, промету и руковању храном, дотле је HACCP специфичан само за одређен погон или за један производ.
Зато се према позитивним законским прописима HACCP план развија за сваки погон (производ) понаособ, и зато се не могу користити у појединачном случају HACCP планови сличних произвођача, нити они који постоје у литератури.

## Намена
Анализа опасности и критичних контролних тачака је намењена свим организацијама које обављају прехрамбене делатности, укључујући и организације, чији производи или услуге утичу директно на здравствену безебдност хране, као што су; произвођачи амбалаже за прехрамбену индустрију, транспортне организације, организације које пружају услуге одржавања хигијене у производним погонима итд.
У складу са принципима добре произвођачке и хигијенске праксе и анализе опасности и критичних контролних тачака (HACCP) сви субјекти у пословању храном дужни да успоставе систем за осигурање безбедности хране у свим фазама производње, прераде и промета хране, осим на нивоу примарне производње, у сваком објекту под њиховом контролом. Зато је анализа опасности и критичних контролних тачака (HACCP) као безбедносни систем широко распрострањен и препознатљив на тржишту хране, а примењују га:
Произвођачи хране - у ову групу спадају кланице, млекаре, рафинерије шећера и уља, пекаре, млинови, фабрике кондиторске индустрије, прераде меса, произвођачи зачина и додатака јелима, произвођачи прехрамбених боја и адитива, прераде воћа и поврћа, произвођачи алкохолних и безалкохолних пића, произвођачи кафе, произвођачи дечје хране, произвођачи разних дијететских производа и сумплемената, произвођачи здраве хране, организације у којима се врши само паковање и/или препакивање прехрамбених производа итд
Угоститељи - у ову групу спадају хотели, ресторани, објекти брзе хране и кетеринг услуга.
Трговци - овој групи припадају продавнице и други малопродајни прехрамбени објекти, велепродаја, месаре, рибарнице, киосци у којима се продаје храна, супермаркети и мегамаркети.
Произвођачи хране за животиње - ова група обухвата све произвођаче сточне хране за исхрану животиња намењених за исхрану човека. Односи се на произвођаче хране за говеда, свиње, овце, пилиће и друге животиње намењене људској исхрани, али не и на производњу хране за кућне љубимце, псе, мачке итд.
Произвођачи амбалаже - само оне произвођаче, који производе амбалажу намењену за употребу у прехрамбеној индустрији (Нпр чаше и флаше за јогурт и млеко, разне фолије, посуде за паковање готових јела и др).
Установе и организације у којима се врши организована исхрана - овој групи припадају јавне кухиње, кухиње у геронтолошким центрима, школама, студентским домовима, вртићима, бањама и болницама, кантине, кухиње за колективну исхрану радника у предузећима итд.
Транспортна предузећа - организације, које врше транспорт прехрамбених производа за своје потребе и/или услужно.
Примена система анализа опасности и критичних контролних тачака се не ограничава само на горенаведене групе и може се добровољно примењивати, и у разним делатностима које овде нису наведене, као што су домаћинства, с циљем да се превентивно заштити здравље крајњих потрошача или укућана.

## Принципи и кораци анализе опасности и критичних контролних тачака (HACCP-а)
Комисија за имплементацију анализа опасности и критичних контролних тачака, као смернице, дефинисала седам принципа и дванаест корака који се морају применити током развоја HACCP плана и имплементације HACCP система.

### Принципи анализе опасности и критичних контролних тачака (HACCP-а)
1. Анализа опасности и одређивање циљних врста - идентификовање опасности које могу да се појаве у процесу производње и представља основу за израду HACCP плана и основу за дефинисање свих даљих фаза.
Опасности могу бити : биолошке, хемијске и физичке. 
- Биолошке опасности:

- патогени микроорганизми – (бактерије, вируси, квасац, плесни),
- паразити (протозое), црви, инсекти...;

- Хемијске опасности:

- природни токсини (микотоксини, биогени амини, отрови печурака...) ;
- синтетске: пестициди, фунгициди, ђубрива, инсектициди, антибиотици, индустријске хемикалије, тешки метали (Pb, As, Hg...) цијаниди, резидуе лекова;

- Прехрамбене:

- конзерванси, боје, мазива, санитарна средства;

- Физичке опасности:

- пластични материјали, дрво, пиљевина, метал (комади, опиљци, удице), стакло (комади), кости, папир, картон, прашина, песак, камен, коса, накит...

Сваки произвођач мора да анализира свој дијаграм тока производње и сопствене производе да би идентификовао да ли постоји било која опасност по здравље или безбедност хране.
Пример: производни погон и постројења у прехрамбеној индустрији, посебно су повољна места за развој инсеката и глодара, због хране коју тамо могу наћи, затим погодне температуре и влажности. Процену опасности од штетног утицаја инсеката и глодара врши стручна екипа прегледом свих објеката и површина.
2. Одређивање критичних контролних тачака (ККТ) - у процесу где постоји могућност појаве опасности. Одређивање критичних контролних тачака, у принципу је наставак анализе опасности.
Препознавање и маркирање критичних тачака неће бити проблем уколико је објективно извршена процена опасности и ако је успостављена сарадња између одговорних лица производње и извођача радова.
Пример: за сваку идентификовану опасност за коју се процени да је високог ризика (као функције велике вероватноће појављивања и/или озбиљних последица по здравље потрошача), успоставља се критична контролна тачка (ККТ) која представља корак или поступак у процесу где се надзором или контролом може ефективно редуковати, уклонити или одређеним мерама опасност контролисати тј. свести на прихватљиви ниво.
3. Одређивање критичних граница за сваку критичну контролну тачку. Критична граница представља критеријум који мора да се испуни у свакој (ККТ), односно минималне и максималне вредности за сваку контролну тачку, за биолошке, хемијске и физичке ризике. Критичне границе се усклађују са захтевима прописа у областима у којима они постоје. Лимити морају да буду засновани на научним сазнањима, морају бити мерљиви и мора бити извршена њихова валидација. Валидација лимита врши се провером адекватним начинима, да ли задати лимити адекватно контролишу дату опасност. Одређивање критичних граница је углавном повезано са релевантним информацијама из прописа, посебним захтевима субјекта који послује храном, као и препорукама науке, струке и произвођача опреме.
```
Пример
: Критеријуми или параметри који се често користе укључују: 
мерења
 
температуре
, 
времена
, протока, нивоа 
влажности
, количине 
конзерванса
, 
пХ
, Аw, слободног 
хлора
...
```

4. Мониторинг , односно дређивање поступака за надзор у (ККТ) којима се осигурава да (ККТ) остане у критичним границама. Када резултати мониторинга покажу да постоји тренд губљења контроле над критичним контролним тачкама, тамо где је могуће, потребно је извршити корекцију процеса. О извршеној корекцији процеса мора да постоји доказ (запис). Поступци надзора могу да захтевају инструменте и опрему за мерење или други начин оцене процеса у (ККТ).
Пример: мониторинг подразумева праћење свих појава и промена везаних за циљне врсте инсеката и глодара у одређеном временском периоду.
5. Успостављање корективних мера - у случају да надзор покаже да (ККТ) нису у оквиру критичних граница и враћање контроле над критичним контролим тачкама. Када се проблем појави, морају бити дефинисане корективне мере како би спречиле појаву здравственог ризика за потрошаче.
Пример: уколико се контролом утврди неусаглашеност, приступа уништавању штеточина, корективним мерама које подразумевају, евентуалне промене препарата, места постављања клопки, начин запрашивања, учествовања у контроле и сл отклањају се пропусти.
6. Успостављање поступака за верификацију - Након спроведених корективним мера и спроведене контроле, врши се верификација поступка од стране одговорног лица у производњи и других учесника. Псступака има за циљ потврђивање да је анализа опасности и критичних контролних тачака ефективан систем и да функционише добро. Поступци верификације могу да укључе преиспитивање HACCP планова, записа у вези са (ККТ), критичних граница као и узорковања за лабораторијска испитивања. У верификационе активности треба да буду укључена овлашћена лица запослена у погону и представници инспекције у погону. Учесталост верификација мора бити таква да се њима потврди ефикасност успостављеног HACCP система. Учесталост верификација одређује HACCP тим.
7. Документовање, односно креирање и вођење ефективне евиденције о функционисању HACCP система. Записи треба да документују податке (као доказ сваке предузете активности) добијене праћењем - надзором над (ККТ) укључујући и одступања и поступке верификације. Документација и записи морају бити у складу са врстом и обимом посла и довољни да се омогући јасан увид у успостављени систем HACCP и да пруже доказ о функционисању самог система.

### Кораци анализе опасности и критичних контролних тачака (HACCP-а)
Седам горенаведених и описаних, основних принципа имплементира се кроз 12 корака:
1. Формирање тима за анализу опасности и критичних контролних тачака (HACCP);
2. Детаљно описивање производа;
3. Описивање намене производа и идентификовање купаца хране;
4. Израда дијаграма тока процеса производње;
5. Верификација дијаграма тока процеса производње на лицу места;
6. Сачињавање листе свих могућих опасности, спровођење анализе ризика;
7. Одређивање критичних контролних тачака;
8. Успостављање критичних граница за сваку критичну контролну тачку;
9. Успостављање система праћења за сваку критичну контролну тачку;
10. Дефинисање корективних мера за свако одступање које се може појавити;
11. Успостављање процедура верификације система;
12. Успостављање система документације и прописивања начина чувања записа.